# قرار مجلس الأمن التابع للأمم المتحدة رقم 1771
قرار مجلس الأمن التابع للأمم المتحدة رقم 1771، المتخذ بالإجماع في 10 أغسطس 2007.

## القرار
أدان مجلس الأمن استمرار التدفق غير المشروع للأسلحة داخل جمهورية الكونغو الديمقراطية، وكرر الإعراب عن قلقه البالغ إزاء وجود الجماعات المسلحة والمليشيات في الجزء الشرقي من البلاد، وقرر تجديد حظر توريد الأسلحة إلى البلد، وحظر السفر وتجميد الأصول على من ينتهكه، حتى 15 فبراير 2008.
اتخذ المجلس القرار عقب تمديد تقني للهقوبات لمدة 10 أيام في 31 تموز / يوليو، وقرر المجلس، بموجب الفصل السابع من ميثاق الأمم المتحدة، أن حظر الأسلحة، الذي فرضه لأول مرة بموجب القرار 1493 في تموز / يوليو 2003، ووسع بموجب القرار 1596 الصادر في نيسان / أبريل 2005.
وبموجب بنود أخرى في النص، أشار المجلس إلى أن الحظر لا ينبغي أن ينطبق على إمدادات الأسلحة والأعتدة ذات الصلة أو التدريب التقني والمساعدة المخصصة فقط لدعم واستخدام وحدات الجيش والشرطة في البلد، شريطة أن تكون الوحدات قد أكملت عملية الإدماج، التي تعمل، على التوالي، تحت قيادة الهيئة الداخلية للقوات المسلحة أو الشرطة الوطنية في البلد، وكانت في طور الاندماج في أراضي البلد خارج مقاطعتي شمال وجنوب كيفو ومقاطعة إيتوري.
كما طلب المجلس من الأمين العام إعادة تشكيل فريق الخبراء الذي تم إنشاؤه لفترة تنتهي في 15 شباط / فبراير 2008 للمساعدة في رصد تدفقات الأسلحة غير المشروعة إلى البلد.

## روابط خارجية
- نص القرار في undocs.org